# Журнал музыковедения
Журнал музыковедения (англ. The Journal of Musicology) — ежеквартальный рецензируемый академический журнал по музыковедению, выпускаемый издательством Калифорнийского университета. Журнал был основан в 1982 году Мэриан К. Грин.